# Antonio Čolak
Antonio Čolak, né le 17 septembre 1993 à Ludwigsburg, est un footballeur croate qui évolue au poste d'avant-centre à la Spezia Calcio.

## Biographie

### En club
Né à Ludwigsbourg, Čolak commence sa carrière au FC Nuremberg, jouant son premier match de Bundesliga le 19 octobre 2013 contre l'Eintracht Francfort.
Après un passage en prêt en Pologne, Čolak rejoint le TSG Hoffenheim en 2015 puis enchaîne les prêts en Allemagne,. Le 1er octobre 2016, il se met en évidence en étant l'auteur d'un doublé en Bundesliga, lors de la réception du Werder Brême, permettant à son équipe d'obtenir le point du match nul (2-2).
Il effectue un dernier prêt au HNK Rijeka en Croatie lors de la deuxième partie de la saison 2017-2018, à la suite duquel il rejoint définitivement le HNK Rijeka, le 22 juin 2019, avec à la clé un contrat de trois ans.
S'imposant comme un des tout meilleurs joueurs de son équipe à Fiume, il finit notamment meilleur buteur du championnat lors de la saison 2019-2020, avec 20 buts marqués en Prva HNL et 26 toutes compétitions confondues. Le 25 juillet 2020, il s'illustre en étant l'auteur d'un quadruplé, lors de la réception de l'Istra 1962, permettant à son équipe de l'emporter 4-2.

### En équipe nationale
Avec les moins de 19 ans, il participe au championnat d'Europe des moins de 19 ans en 2012. Lors de cette compétition organisée en Estonie, il joue trois matchs. Il se met en évidence en délivrant une passe décisive contre la Serbie. Avec un bilan d'une victoire, un nul et une défaite, la Croatie est éliminée dès le premier tour.

## Statistiques
| Saison                | Club                     | Championnat           | Championnat | Championnat | Championnat | Coupe nationale | Coupe nationale | Coupe nationale | Coupe de la Ligue | Coupe de la Ligue | Coupe de la Ligue | Compétition(s) continentale(s) | Compétition(s) continentale(s) | Compétition(s) continentale(s) | Compétition(s) continentale(s) | Total | Total | Total |
| Saison                | Club                     | Division              | M.          | B.          | P.d.        | M.              | B.              | P.d.            | M.                | B.                | P.d.              | Comp.                          | M.                             | B.                             | P.d.                           | M.    | B.    | P.d.  |
| 2013-2014             | FC Nuremberg             | Bundesliga            | 6           | 0           | 0           | -               | -               | -               | -                 | -                 | -                 | -                              | -                              | -                              | -                              | 6     | 0     | 0     |
| 2014-2015             | FC Nuremberg             | 2.Bundesliga          | 1           | 0           | 0           | -               | -               | -               | -                 | -                 | -                 | -                              | -                              | -                              | -                              | 1     | 0     | 0     |
| Sous-total            | Sous-total               | Sous-total            | 7           | 0           | 0           | -               | -               | -               | -                 | -                 | -                 | -                              | -                              | -                              | -                              | 7     | 0     | 0     |
| 2014-2015             | Lechia Gdansk (prêt)     | Ekstraklasa           | 30          | 10          | 2           | 1               | 0               | 0               | -                 | -                 | -                 | -                              | -                              | -                              | -                              | 31    | 10    | 2     |
| 2015-2016             | FC Kaiserslautern (prêt) | Bundesliga            | 22          | 5           | 2           | 2               | 0               | 0               | -                 | -                 | -                 | -                              | -                              | -                              | -                              | 24    | 5     | 2     |
| 2016-2017             | SV Darmstadt 98 (prêt)   | Bundesliga            | 22          | 4           | 2           | 2               | 3               | 0               | -                 | -                 | -                 | -                              | -                              | -                              | -                              | 24    | 7     | 2     |
| 2017-2018             | FC Ingolstadt 04 (prêt)  | 2.Bundesliga          | 6           | 0           | 0           | 2               | 0               | 1               | -                 | -                 | -                 | -                              | -                              | -                              | -                              | 8     | 0     | 1     |
| Sous-total            | Sous-total               | Sous-total            | 80          | 19          | 6           | 7               | 3               | 1               | -                 | -                 | -                 | -                              | -                              | -                              | -                              | 87    | 22    | 7     |
| 2018                  | HNK Rijeka (prêt)        | Prva Liga             | 16          | 6           | 6           | -               | -               | -               | -                 | -                 | -                 | -                              | -                              | -                              | -                              | 16    | 6     | 6     |
| 2018-2019             | HNK Rijeka (prêt)        | Prva Liga             | 24          | 12          | 4           | 5               | 7               | 0               | -                 | -                 | -                 | C3                             | 1                              | 0                              | 0                              | 30    | 19    | 4     |
| 2019-2020             | HNK Rijeka               | Prva Liga             | 32          | 20          | 4           | 4               | 4               | 0               | -                 | -                 | -                 | C3                             | 4                              | 2                              | 0                              | 40    | 26    | 4     |
| Sous-total            | Sous-total               | Sous-total            | 72          | 38          | 14          | 9               | 11              | 0               | -                 | -                 | -                 | -                              | 5                              | 2                              | 0                              | 86    | 51    | 14    |
| 2020-2021             | PAOK Salonique           | Super League          | 10          | 1           | 0           | -               | -               | -               | -                 | -                 | -                 | C1+C3                          | 1+5                            | 0                              | 0                              | 16    | 1     | 0     |
| 2021                  | Malmö FF (prêt)          | Allsvenskan           | 26          | 14          | 3           | -               | -               | -               | -                 | -                 | -                 | C1                             | 14                             | 5                              | 0                              | 40    | 19    | 3     |
| 2021-2022             | PAOK Salonique           | Super League          | 15          | 2           | 1           | 2               | 1               | 0               | -                 | -                 | -                 | C4                             | 6                              | 0                              | 1                              | 23    | 3     | 2     |
| Sous-total            | Sous-total               | Sous-total            | 51          | 17          | 4           | 2               | 1               | 0               | -                 | -                 | -                 | -                              | 26                             | 5                              | 1                              | 79    | 23    | 5     |
| 2022-2023             | Rangers FC               | Premiership           | 26          | 14          | 2           | 2               | 1               | 0               | 1                 | 0                 | 0                 | C1                             | 10                             | 3                              | 0                              | 39    | 18    | 2     |
| Sous-total            | Sous-total               | Sous-total            | 26          | 14          | 2           | 2               | 1               | 0               | 1                 | 0                 | 0                 | -                              | 10                             | 3                              | 0                              | 39    | 18    | 2     |
| 2023-2024             | Parme Calcio             | Serie B               | -           | -           | -           | -               | -               | -               | -                 | -                 | -                 | -                              | -                              | -                              | -                              | 0     | 0     | 0     |
| Sous-total            | Sous-total               | Sous-total            | 0           | 0           | 0           | 0               | 0               | 0               | 0                 | 0                 | 0                 | -                              | 0                              | 0                              | 0                              | 0     | 0     | 0     |
| Total sur la carrière | Total sur la carrière    | Total sur la carrière | 236         | 88          | 25          | 20              | 16              | 1               | 1                 | 0                 | 0                 | -                              | 41                             | 10                             | 1                              | 298   | 114   | 27    |

## Palmarès

### En club
| HNK Rijeka - Coupe de Croatie (2) : - Vainqueur : 2019, 2020 Rangers FC - Coupe de la Ligue écossaise (0) : - Finaliste: 2023 - Scottish Premiership - Vice-champion : 2023. |

### Distinctions individuelles
- Meilleur buteur de la phase de qualification en ligue des champions en 2021 (5 buts)